# Người hợp giới
Người hợp giới (tiếng Anh: Cisgender, thường được viết gọn lại thành Cis) là thuật ngữ dùng để chỉ những người có bản dạng giới đồng nhất với giới họ được chỉ định sau sinh. Ví dụ, một người nhìn nhận bản thân là nữ, và được coi là nữ sau sinh thì được gọi là người phụ nữ hợp giới. Thuật ngữ người hợp giới là từ trái nghĩa của từ người chuyển giới.
Một số thuật ngữ có liên quan: Định chuẩn hoá Hợp giới và Chủ nghĩa độc tôn Hợp giới.